# ロベール4世・ダルトワ
ロベール4世・ダルトワ（Robert IV d'Artois, 1356年 - 1387年7月20日）は、ウー伯ジャン・ダルトワとイザベル・ド・ムランの息子で、ウー伯（在位：1387年4月 - 7月）。

## 生涯
1376年ごろ、ドゥラッツォ公カルロの娘ジョヴァンナ・ディ・ドゥラッツォと結婚した。ロベール4世は1387年4月6日にサン＝ヴァレリーおよびオーとともにウー伯領を継承したが、当時ナポリにおり父の死を知らなかった。1387年7月20日、ジョヴァンナの妹でナポリ摂政マルゲリータの命により、ロベール4世と妃は卵城（Castel dell'Ovo）に滞在中に毒殺された。ロベール4世とジョヴァンナはナポリのサン・ロレンツォ・マッジョーレ教会に埋葬された。
ロベール4世とジョヴァンナの間には子供がいなかった。ウー伯位は弟のフィリップが継承した。